# Темировцы
Темировцы (укр. Темирівці) — село в Галичской городской общине Ивано-Франковского района Ивано-Франковской области Украины.
Население по переписи 2001 года составляло 285 человек. Занимает площадь 13,387 км². Почтовый индекс — 77161. Телефонный код — 03431.